# 西貢魚類批發市場

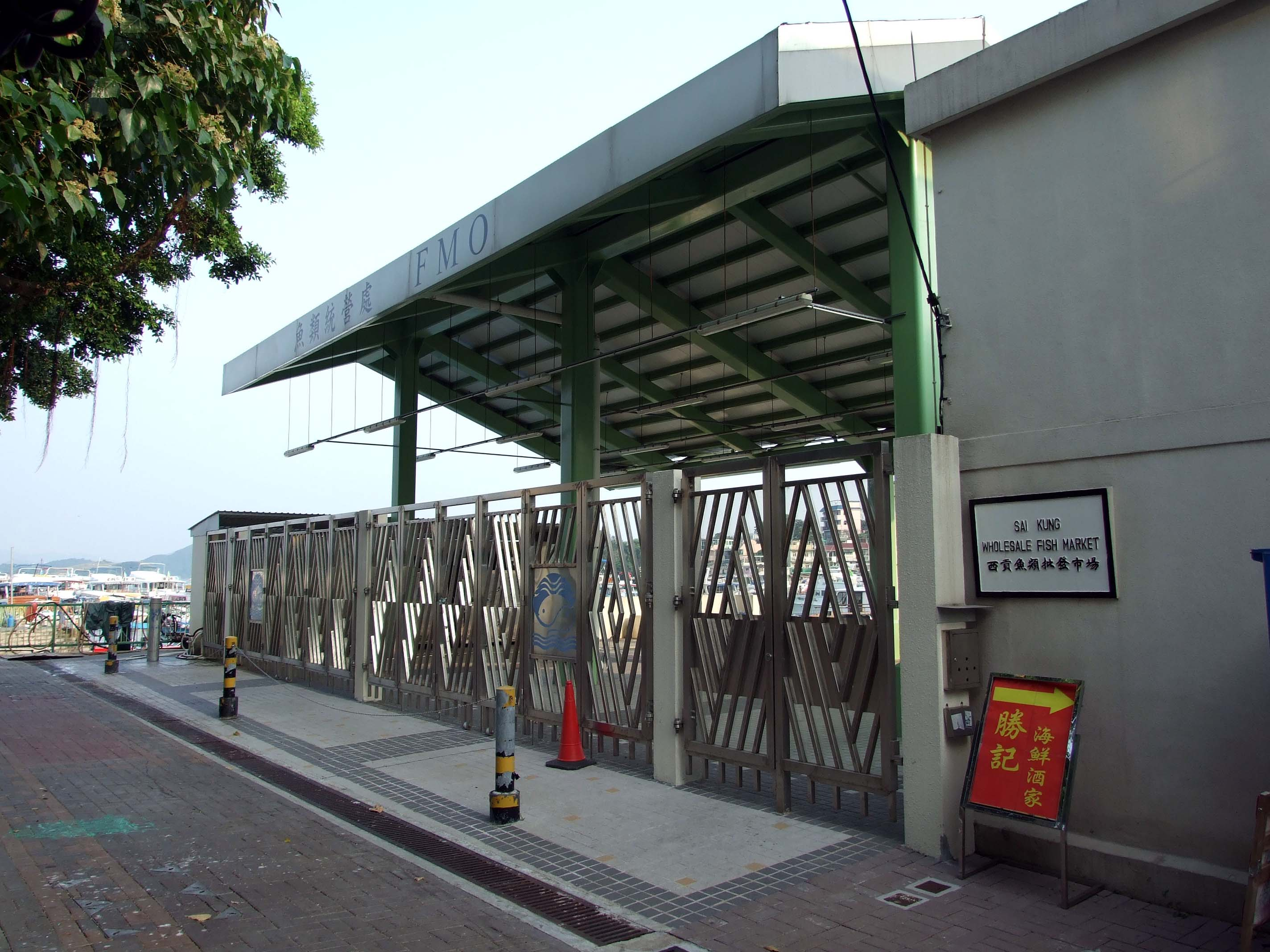

西貢魚類批發市場（英語：Sai Kung Wholesale Fish Market，簡稱西貢魚市場）是香港魚類統營處轄下的魚類批發市場，位於新界西貢墟南岸，對面海之北，西貢海傍廣場之西南，地址為西貢海傍街18至20號（第215約地段第691號）。
西貢魚類批發市場佔地約380平方米，是面積最小的魚類批發市場，為一所單層棚舍，主要用作批銷冰鮮海魚。